# Conclave dell'agosto 1978
Il conclave dell'agosto 1978 venne convocato a seguito della morte di papa Paolo VI, avvenuta a Castel Gandolfo il 6 agosto dello stesso anno. Si svolse nella Cappella Sistina dal 25 al 26 agosto e, dopo quattro scrutini, venne eletto papa il cardinale Albino Luciani, patriarca di Venezia, che assunse il nome di Giovanni Paolo I. L'elezione venne annunciata dal cardinale protodiacono Pericle Felici.

## Situazione generale
Paolo VI aveva provveduto, negli anni, a "plasmare" il collegio cardinalizio a sua immagine, sia escludendo dal voto i cardinali ultraottantenni con il motu proprio Ingravescentem Aetatem del 21 novembre 1970 e con la costituzione apostolica Romano Pontifici Eligendo del 1º ottobre 1975, sia nominando un gran numero di cardinali non europei che entrarono in conclave in numero pari a quelli europei. Dei 111 elettori, infatti, solo dodici non erano stati nominati in precedenza e, pertanto, i "montiniani" dell'ala riformista e del "grande centro" rappresentavano la maggioranza del conclave. Costoro erano orientati ad affrontare i diversi problemi della Chiesa seguendo la strada delle innovazioni varata dal Concilio Vaticano II, avvalorando le richieste di sviluppo della collegialità episcopale e di aumento delle competenze del Sinodo dei vescovi.
Fra i montiniani-riformisti la figura di maggior spicco era l'incaricato del Segretariato per i non cristiani Sergio Pignedoli, considerato il "delfino" del papa scomparso. L'arcivescovo di Firenze Giovanni Benelli, cui facevano riferimento una cinquantina di elettori del "grande centro montiniano", propose come mediazione fra gli schieramenti la candidatura del patriarca di Venezia Albino Luciani, sul quale si concentrarono le attenzioni dei porporati provenienti dal terzo mondo e di qualche italiano. Nel corso di una visita pastorale a Venezia, il 16 settembre 1972, Paolo VI, al termine della messa in piazza San Marco, si era infatti tolto la stola papale e l'aveva messa sulle spalle del patriarca Luciani davanti a ventimila persone, con un gesto che sembrava quello di un'investitura. Già allora la stampa aveva ritenuto che il Papa avesse scelto il suo successore. Luciani, complice la sua indole schiva e timida, non pareva intenzionato ad accettare un'eventuale candidatura: il suddetto gesto pubblico di papa Montini, del resto, l'aveva visibilmente imbarazzato. Nonostante ciò, i cardinali del terzo mondo continuarono a far leva su di lui per tutto il periodo precedente l'inizio del conclave.
Tuttavia, secondo il vaticanista Benny Lai, diversi porporati avrebbero manifestato una sorta di malcontento di fronte ad alcuni atteggiamenti di Paolo VI, spesso percepito come insicuro e indeciso, e avrebbero fatto emergere la necessità di sostituire la figura titubante del defunto pontefice con qualcuno che operasse interventi decisi per risolvere i problemi della Chiesa, come la crisi delle vocazioni e le disobbedienze nate a seguito del Concilio. In questo contesto il gruppo curiale-conservatore, che puntava all'elezione di un papa favorevole a una restaurazione dottrinale, disciplinare e liturgica per un ritorno all'ortodossia tradizionale, non raggiungeva nemmeno un terzo dei voti sufficienti a bloccare l'elezione di un candidato. Fra il 7 e il 24 agosto i porporati parteciparono a quattordici congregazioni generali presiedute dal cardinale Carlo Confalonieri. Nelle riunioni nessun cardinale ritenne opportuno aprire dibattiti sul modo di governare di papa Montini. 

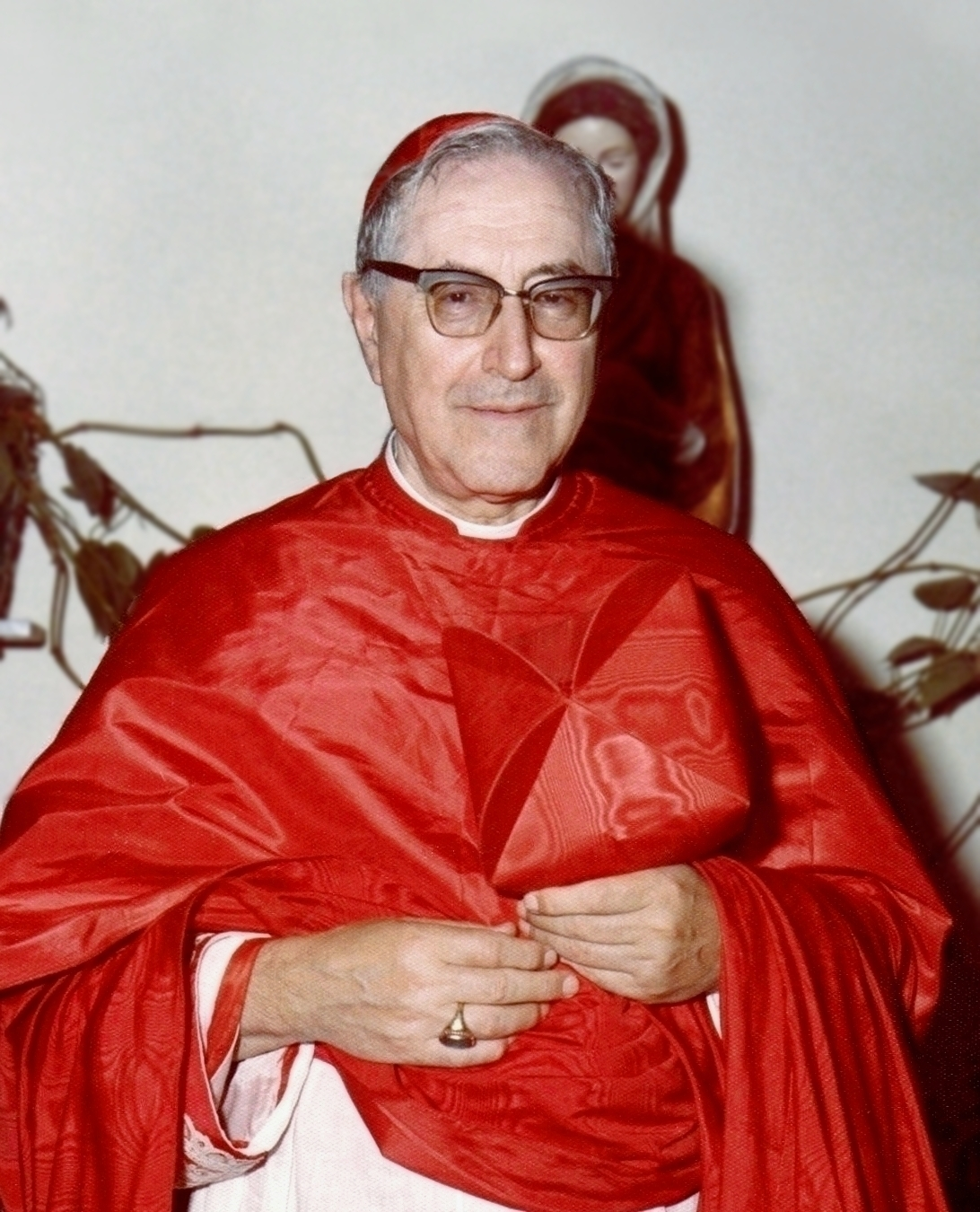
Il cardinale Giuseppe Siri

La Curia romana si rivolse al cardinale Giuseppe Siri, arcivescovo di Genova, per sapere se avrebbe accettato un'eventuale candidatura in funzione conservatrice, e Siri si dichiarò disponibile. La sua disponibilità venne comunicata a tutti i cardinali conservatori, che si schierarono dalla sua parte, mentre il cardinale Sebastiano Baggio sembrava più gradito all'Opus Dei.
I nomi di Siri e di Luciani apparvero come candidati principali sui quotidiani Il Tempo e il Resto del Carlino. Anche secondo La Nazione i due veri candidati erano solo Siri e Luciani. Il parigino Le Matin pronosticò l'elezione di Luciani, indicandolo come candidato di compromesso in grado di raccogliere il consenso degli innovatori per la sua sensibilità verso i problemi sociali, e dei conservatori per la sua scheda biografica teologicamente ineccepibile, mentre l'Espresso dava per favorito il cardinale Benelli, sul quale avrebbe potuto coagularsi il voto di tutti i cardinali montiniani. I bookmakers di Londra ritenevano favoriti i cardinali Baggio e Poletti, appaiati alla quota di 3 e mezzo, seguiti da Benelli a 4, Pignedoli a 5 e l'olandese Willebrands a 8. Luciani non era neanche preso in considerazione.

## Apertura del conclave
Il 25 agosto i cardinali celebrarono, all'interno della basilica di San Pietro, la messa Pro Eligendo Romano Pontifice, presieduta dal cardinale Villot, al termine della quale si trasferirono nella Cappella Sistina, le cui porte si chiusero la sera dello stesso giorno. Gli elettori erano 111 e il quorum da raggiungere per l'elezione era fissato a 75 voti. Erano assenti i cardinali Valerian Gracias di Bombay, gravemente ammalato, John Joseph Wright, prefetto della Congregazione per il clero, e il polacco Bolesław Filipiak. Poiché il conclave si svolse durante l'estate e le finestre erano state tutte sigillate per garantire la segretezza delle votazioni, il caldo era quasi insopportabile per gli anziani porporati. Si trattava del conclave più numeroso mai convocato. Per questo motivo, i tradizionali troni con baldacchino vennero sostituiti da dodici lunghi tavoli. I cardinali Karol Wojtyła, Aloísio Lorscheider e Bernardin Gantin furono sorteggiati come scrutatori durante le votazioni.
Come da lunga e consolidata prassi, i porporati erano ospitati all'interno di varie stanze del Palazzo Apostolico, adattate a camere per l'occasione, in stato di clausura (le finestre erano imbiancate e sigillate). La sistemazione, per la sua natura posticcia e complice il periodo estivo, era precaria e disagevole: in assenza di impianti di condizionamento dell'aria, la temperatura interna era molto elevata e ben pochi cardinali potevano disporre di servizi igienici nei pressi della loro stanza, dovendo pertanto condividerli con gli altri votanti. Come annotò il cardinale Léon-Joseph Suenens: «La mia camera era un forno. Una specie di sauna, è difficile immaginare cosa vuol dire dormire in un forno. C'era solo una finestra, ma sigillata. L'indomani, con la forza delle mani, riuscii a far saltare i sigilli: che dono divino l'ossigeno e un po' d'aria fresca! La mia stanza, la numero 88, era in comunicazione con la numero 86, assegnata al cardinale Duval. Dovevo passare attraverso quella per entrare nella mia. Io avevo l'acqua corrente in camera. Il cardinale Luciani, e insieme a lui molti altri, disponeva solo di una brocca d'acqua».
Dello stesso avviso le memorie del cardinale Silvio Oddi: «I cardinali erano quasi tutti persone d'età, con problemi di prostata, affaticati, con un bagno ogni dieci persone. Io dormivo vicino alla toilette, ma vedevo dei poveri vecchi di notte fare sessanta metri di corridoio per arrivare al bagno e trovarlo occupato. Una pena, un'umiliazione! I pasti erano preparati dalle brave suore, buone cuoche, gentili e silenziose. A tavola servivano sei o sette camerieri che facevano parte del personale e che poi venivano allontanati. I cardinali dovevano anche rifarsi il letto». Il problema del caldo si presentò anche nella Cappella Sistina, soprattutto al momento di incenerire le schede per la canonica "fumata": a fronte dell'aria irrespirabile, alcuni cardinali chiesero e ottennero che venissero almeno socchiuse le finestre del tempio.
Interrompendo una consolidata tradizione, l'allestimento della Sistina non prevedeva più per ogni elettore una seduta con scrittoio individuale sormontata da un baldacchino, che al momento dell'avvenuta elezione si sarebbe abbassato insieme a tutti gli altri, con la sola eccezione di quello sopra lo scranno del nuovo pontefice: non vi era infatti abbastanza spazio per allestire i baldacchini per tutti i 111 cardinali elettori. In ragione di ciò, oltre che sempre per via della calura estiva, venne adottato un arredo più funzionale, con dodici lunghi tavoli e semplici sedie.

## Votazioni

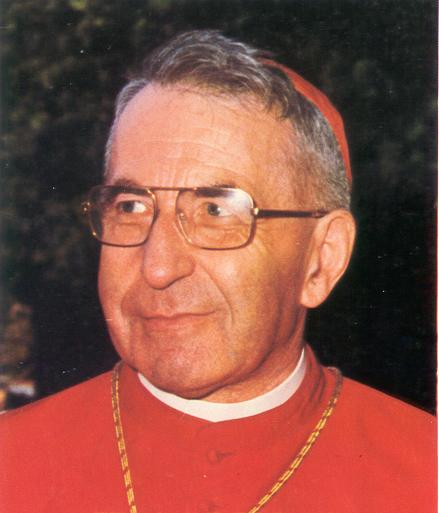
Il cardinale Albino Luciani

Il primo scrutinio avvenne la mattina del 26 agosto, giorno successivo alla messa Pro Eligendo Romano Pontifice. Secondo il cardinale Léon-Joseph Suenens il primo scrutinio, la mattina, avrebbe espresso una rosa di nomi, dalla quale il più votato sarebbe stato Siri. Stando alle confidenze del cardinale Mario Casariego y Acevedo, Siri sarebbe stato il candidato più votato, immediatamente seguito, in ordine di preferenze, da Luciani, poi da Pignedoli e da Baggio.
Dopo la seconda votazione si levò dal comignolo della Sistina, alle 12:02 dello stesso giorno, la fumata nera. Il cardinale Vicente Enrique y Tarancón dichiarò che, durante la pausa per il pranzo, riunì nella propria cella numerosi porporati, fra i quali Léon-Joseph Suenens, Bernard Jan Alfrink, Franz König e Joseph Marie Anthony Cordeiro, per decidere sulla scelta fra Siri e Luciani, i due candidati che, fino ad allora, avevano riscosso il maggior numero di consensi. Tarancón disse che il gruppo si orientò su Luciani perché era dotato di una personalità più sfumata rispetto a Siri.
Al terzo scrutinio, dopo la pausa per il pranzo, i voti per Luciani, secondo il cardinale Casariego, registrarono una forte impennata arrivando a 70, facendogli dunque sfiorare il quorum delle 75 preferenze necessario per ottenere l'elezione. Il cardinale Franz König dichiarò che una grossa convergenza dei voti apparve al terzo scrutinio. Secondo i conteggi di Casariego e di David Yallop, tale incremento dei suffragi in favore di Luciani sarebbe provenuto maggiormente dal serbatoio di voti conservatori di Siri piuttosto che da quello progressista di Pignedoli, che, nel terzo scrutinio, ne riscosse ancora dieci.
Al quarto scrutinio, nel pomeriggio del 26 agosto, Albino Luciani venne eletto papa con circa cento voti su 111 e assunse il nome di Giovanni Paolo I. Alle 18:24 si levò dal comignolo della Cappella Sistina la fumata bianca. Il cardinale Pericle Felici diede il tradizionale annuncio dell'Habemus Papam e il nuovo pontefice si affacciò alla loggia centrale della basilica di San Pietro. A questo conclave erano presenti i futuri Giovanni Paolo II (Karol Wojtyła) e Benedetto XVI (Joseph Ratzinger): fu dunque il primo conclave dal 1721 a cui parteciparono tre futuri papi. La clausura del conclave venne prolungata fino al mattino del giorno seguente.
Diversi autori hanno fornito ciò che pretende essere il risultato delle votazioni del conclave. I dettagli dei vari scrutini, tuttavia, non possono essere rivelati dai cardinali, pena la scomunica, ma questo fu il primo conclave nel quale erano esclusi i cardinali ultraottantenni. Questi ultimi erano ammessi a partecipare alle riunioni preparatorie, ma non erano tenuti a prestare il giuramento di segretezza come i cardinali elettori. È dunque possibile che questi porporati abbiano rivelato particolari uditi dai cardinali che parteciparono attivamente al conclave. Il cardinale Giuseppe Siri, alla domanda su cosa pensasse delle rilevazioni non autorizzate dei voti dei conclavi, rispose: «Il fatto è che ci sono molti chiacchieroni... Come quella volta che a tavola con re Juan Carlos c'era un cardinale non europeo. Si mise a parlare del conclave, si diede una gran pacca sulla fronte e si rimproverò: "Ma che dico, quasi cascavo nella scomunica!"».

### Conteggio Casariego
Secondo le confidenze del cardinale Mario Casariego y Acevedo, i seguenti sarebbero i voti dei vari scrutini:

#### Mattino del 26 agosto, primo scrutinio
| Cardinali                 | Voti |
| ------------------------- | ---- |
| Giuseppe Siri             | 25   |
| Albino Luciani            | 23   |
| Sergio Pignedoli          | 18   |
| Sebastiano Baggio         | 9    |
| Franz König               | 8    |
| Paolo Bertoli             | 5    |
| Eduardo Francisco Pironio | 4    |
| Pericle Felici            | 2    |
| Aloísio Lorscheider       | 2    |
| Altri                     | 15   |

#### Secondo scrutinio
| Cardinali        | Voti |
| ---------------- | ---- |
| Albino Luciani   | 53   |
| Giuseppe Siri    | 24   |
| Sergio Pignedoli | 15   |
| Karol Wojtyła    | 4    |
| Altri            | 15   |

#### Pomeriggio del 26 agosto, terzo scrutinio
| Cardinali        | Voti |
| ---------------- | ---- |
| Albino Luciani   | 70   |
| Giuseppe Siri    | 12   |
| Sergio Pignedoli | 10   |
| Altri            | 19   |

#### Quarto scrutinio
| Cardinali      | Voti         |
| -------------- | ------------ |
| Albino Luciani | 101 (eletto) |
| Altri          | 10           |

### Conteggio Yallop
Secondo quanto descritto da David Yallop nel libro In nome di Dio,  i seguenti sarebbero i voti dei vari scrutini:

#### Mattino del 26 agosto, primo scrutinio
| Cardinali | Voti |
| --- | ---- |
| Giuseppe Siri | 25   |
| Albino Luciani | 23   |
| Sergio Pignedoli | 18   |
| Aloísio Lorscheider | 12   |
| Sebastiano Baggio | 9    |
| Altri (secondo Yallop, Paolo Bertoli, Pericle Felici, Eduardo Francisco Pironio, Karol Wojtyła, Joseph Marie Anthony Cordeiro e Franz König) | 24   |

#### Secondo scrutinio
| Cardinali           | Voti |
| ------------------- | ---- |
| Giuseppe Siri       | 35   |
| Albino Luciani      | 30   |
| Sergio Pignedoli    | 15   |
| Aloísio Lorscheider | 12   |
| Altri               | 19   |

#### Pomeriggio del 26 agosto, terzo scrutinio
| Cardinali        | Voti |
| ---------------- | ---- |
| Albino Luciani   | 68   |
| Giuseppe Siri    | 15   |
| Sergio Pignedoli | 10   |
| Altri            | 18   |

#### Quarto scrutinio
| Cardinali           | Voti             |
| ------------------- | ---------------- |
| Albino Luciani      | 99 (eletto papa) |
| Giuseppe Siri       | 11               |
| Aloísio Lorscheider | 1                |

### Elenco degli elettori
| Nome                                   | Paese           | Titolo                                                                                        | Ruolo | Nascita    | Concistoro |
| -------------------------------------- | --------------- | --------------------------------------------------------------------------------------------- | --- | ---------- | ---------- |
| Jean-Marie Villot                      | Francia         | Cardinale vescovo di Frascati, Primo cardinale elettore                                       | Segretario di Stato, camerlengo di Santa Romana Chiesa | 11/10/1905 | 22/02/1965 |
| Corrado Bafile                         | Italia          | Cardinale diacono e presbitero di Santa Maria in Portico                                      | Prefetto della Congregazione per le cause dei santi | 04/07/1903 | 24/05/1976 |
| Sebastiano Baggio                      | Italia          | Cardinale vescovo di Velletri                                                                 | Prefetto della Congregazione per i vescovi | 16/05/1913 | 28/04/1969 |
| Paolo Bertoli                          | Italia          | Cardinale presbitero di San Girolamo dei Croati                                               | Prefetto emerito della Congregazione per le cause dei santi | 01/02/1908 | 28/04/1969 |
| Mario Luigi Ciappi                     | Italia          | Cardinale presbitero di Nostra Signora del Sacro Cuore                                        | Pro-teologo della Casa Pontificia | 06/10/1909 | 27/06/1977 |
| Francesco Carpino                      | Italia          | Cardinale vescovo di Albano                                                                   | Arcivescovo emerito di Palermo | 18/05/1905 | 26/06/1967 |
| Pericle Felici                         | Italia          | Cardinale diacono e presbitero di Sant'Apollinare alle Terme Neroniane-Alessandrine           | Prefetto del Supremo tribunale della Segnatura apostolica, Cardinale protodiacono | 01/08/1911 | 26/06/1967 |
| Bernardin Gantin                       | Benin           | Cardinale diacono e presbitero del Sacro Cuore di Cristo Re                                   | Presidente del Pontificio consiglio "Cor Unum" | 08/05/1922 | 27/06/1977 |
| Gabriel-Marie Garrone                  | Francia         | Cardinale presbitero di Santa Sabina                                                          | Prefetto della Congregazione per l'educazione cattolica | 12/10/1901 | 26/06/1967 |
| Sergio Guerri                          | Italia          | Cardinale diacono e presbitero del Santissimo Nome di Maria al Foro Traiano                   | Pro-presidente della Pontificia Commissione per lo Stato della Città del Vaticano | 25/12/1905 | 28/04/1969 |
| James Robert Knox                      | Australia       | Cardinale presbitero di Santa Maria in Vallicella                                             | Prefetto della Congregazione per il culto divino e la disciplina dei sacramenti | 02/03/1914 | 05/03/1973 |
| Mario Nasalli Rocca di Corneliano      | Italia          | Cardinale diacono e presbitero di San Giovanni Battista Decollato                             | Prefetto emerito della Casa Pontificia | 12/08/1903 | 28/04/1969 |
| Giuseppe Paupini                       | Italia          | Cardinale diacono e presbitero di Ognissanti in Via Appia Nuova                               | Penitenziere Maggiore | 25/02/1907 | 28/04/1969 |
| Paul-Pierre Philippe                   | Francia         | Cardinale diacono e presbitero di San Pio V a Villa Carpegna                                  | Prefetto della Congregazione per le Chiese orientali | 16/04/1905 | 05/03/1977 |
| Sergio Pignedoli                       | Italia          | Cardinale presbitero di San Giorgio in Velabro                                                | Prefetto dell'Almo Collegio Capranica | 04/06/1910 | 05/03/1973 |
| Eduardo Francisco Pironio              | Argentina       | Cardinale diacono e presbitero dei Santi Cosma e Damiano                                      | Prefetto della Congregazione per i religiosi e gli istituti secolari | 03/12/1920 | 24/05/1976 |
| Agnelo Rossi                           | Brasile         | Cardinale presbitero della Gran Madre di Dio                                                  | Prefetto della Congregazione per l'evangelizzazione dei popoli | 04/05/1913 | 22/02/1965 |
| Opilio Rossi                           | Italia          | Cardinale diacono di Santa Maria Liberatrice a Monte Testaccio                                | Presidente del pontificio consiglio per i laici | 14/05/1910 | 24/05/1976 |
| Antonio Samorè                         | Italia          | Cardinale vescovo di Sabina e Poggio Mirteto                                                  | Bibliotecario e Archivista di Santa Romana Chiesa | 04/12/1905 | 26/06/1967 |
| Joseph Schröffer                       | Germania        | Cardinale diacono di San Saba                                                                 | Segretario emerito della Congregazione per l'Istruzione cattolica | 20/02/1903 | 24/05/1976 |
| Franjo Šeper                           | Croazia         | Cardinale presbitero dei Santi Pietro e Paolo a Via Ostiense                                  | Prefetto della congregazione per la Dottrina della Fede | 02/10/1905 | 22/02/1965 |
| Egidio Vagnozzi                        | Italia          | Cardinale diacono di San Giuseppe in Via Trionfale                                            | Presidente della Prefettura degli Affari Economici della Santa Sede | 26/02/1906 | 26/06/1967 |
| Giovanni Benelli                       | Italia          | Cardinale presbitero di Santa Prisca                                                          | Arcivescovo di Firenze | 12/05/1921 | 27/06/1977 |
| Giovanni Colombo                       | Italia          | Cardinale presbitero dei Santi Silvestro e Martino ai Monti                                   | Arcivescovo di Milano | 06/12/1902 | 22/02/1965 |
| Ermenegildo Florit                     | Italia          | Cardinale presbitero di Regina Apostolorum                                                    | Arcivescovo emerito di Firenze | 05/07/1901 | 22/02/1965 |
| Umberto Mozzoni                        | Italia          | Cardinale diacono e presbitero di Sant'Eugenio                                                | Presidente della Commissione Cardinalizia per i Pontifici Santuari di Pompei e di Loreto | 29/06/1904 | 05/03/1973 |
| Silvio Oddi                            | Italia          | Cardinale diacono e presbitero di Sant'Agata dei Goti                                         | Legato pontificio per la Basilica di San Francesco in Assisi | 14/11/1910 | 28/04/1969 |
| Pietro Palazzini                       | Italia          | Cardinale diacono e presbitero di San Girolamo della Carità                                   | Segretario emerito della Commissione Cardinalizia per i Pontifici Santuari di Pompei e Loreto | 19/05/1912 | 05/03/1973 |
| Salvatore Pappalardo                   | Italia          | Cardinale presbitero di Santa Maria Odigitria dei Siciliani                                   | Arcivescovo di Palermo | 23/09/1918 | 05/03/1973 |
| Michele Pellegrino                     | Italia          | Cardinale presbitero del Santissimo Nome di Gesù                                              | Arcivescovo emerito di Torino | 25/04/1903 | 26/06/1967 |
| Ugo Poletti                            | Italia          | Cardinale presbitero dei Santi Ambrogio e Carlo                                               | Cardinale vicario per la Diocesi di Roma | 19/04/1914 | 05/03/1973 |
| Antonio Poma                           | Italia          | Cardinale presbitero di San Luca a Via Prenestina                                             | Arcivescovo di Bologna | 12/06/1910 | 28/04/1969 |
| Giuseppe Maria Sensi                   | Italia          | Cardinale diacono dei Santi Biagio e Carlo ai Catinari                                        | Nunzio apostolico emerito in Portogallo | 27/05/1907 | 24/05/1976 |
| Giuseppe Siri                          | Italia          | Cardinale presbitero di Santa Maria della Vittoria                                            | Arcivescovo di Genova | 20/05/1906 | 12/01/1953 |
| Albino Luciani                         | Italia          | Cardinale presbitero di San Marco                                                             | Patriarca di Venezia, Gran priore per il Veneto dell'Ordine Equestre del Santo Sepolcro di Gerusalemme, eletto papa                                                                                                 | 17/10/1912 | 05/03/1973 |
| Corrado Ursi                           | Italia          | Cardinale presbitero di San Callisto                                                          | Arcivescovo di Napoli | 26/07/1908 | 26/06/1967 |
| François Marty                         | Francia         | Cardinale presbitero di San Luigi dei Francesi                                                | Arcivescovo di Parigi | 18/05/1904 | 28/04/1969 |
| Paul Joseph Marie Gouyon               | Francia         | Cardinale presbitero della Natività di Nostro Signore Gesù Cristo a Via Gallia                | Arcivescovo di Rennes | 24/10/1910 | 28/04/1969 |
| Louis-Jean-Frédéric Guyot              | Francia         | Cardinale diacono di Sant'Agnese fuori le mura                                                | Arcivescovo di Tolosa | 07/07/1905 | 05/03/1973 |
| Alexandre-Charles-Albert-Joseph Renard | Francia         | Cardinale presbitero della Santissima Trinità al Monte Pincio                                 | Arcivescovo di Lione | 07/06/1906 | 26/06/1967 |
| Alfred Bengsch                         | Germania        | Cardinale presbitero pro illa vice di San Filippo Neri in Eurosia                             | Vescovo di Berlino | 10/09/1921 | 26/06/1967 |
| Joseph Höffner                         | Germania        | Cardinale presbitero di Sant'Andrea della Valle                                               | Arcivescovo di Colonia, Presidente della Conferenza Episcopale della Germania | 24/12/1906 | 28/04/1969 |
| Joseph Ratzinger                       | Germania        | Cardinale presbitero di Santa Maria Consolatrice al Tiburtino                                 | Arcivescovo di Monaco e Frisinga, Gran Piore dell'Ordine Equestre del Santo Sepolcro di Gerusalemme, eletto papa con il nome di Benedetto XVI nel conclave del 2005                                                 | 16/04/1927 | 27/06/1977 |
| Hermann Volk                           | Germania        | Cardinale presbitero dei Santi Fabiano e Venanzio a Villa Fiorelli                            | Vescovo di Magonza | 27/12/1903 | 05/03/1973 |
| José María Bueno y Monreal             | Spagna          | Cardinale presbitero pro illa vice dei Santi Vito, Modesto e Crescenzia                       | Arcivescovo di Siviglia | 11/09/1904 | 15/12/1958 |
| Vicente Enrique y Tarancón             | Spagna          | Cardinale presbitero di San Giovanni Crisostomo a Monte Sacro Alto                            | Arcivescovo di Madrid | 14/05/1907 | 28/04/1969 |
| Marcelo González Martín                | Spagna          | Cardinale presbitero di Sant'Agostino                                                         | Arcivescovo di Toledo | 16/01/1918 | 05/03/1973 |
| Narciso Jubany Arnau                   | Spagna          | Cardinale presbitero di San Lorenzo in Damaso                                                 | Arcivescovo di Barcellona | 12/08/1913 | 05/03/1973 |
| Léon-Joseph Suenens                    | Belgio          | Cardinale presbitero di San Pietro in Vincoli                                                 | Arcivescovo di Malines-Bruxelles | 16/07/1904 | 19/03/1962 |
| Bernard Jan Alfrink                    | Paesi Bassi     | Cardinale presbitero di San Gioacchino ai Prati di Castello                                   | Arcivescovo emerito di Utrecht | 05/07/1900 | 28/03/1960 |
| Maximilien de Fürstenberg              | Belgio          | Cardinale presbitero pro illa vice del Sacro Cuore di Gesù a Castro Pretorio                  | Gran Maestro dell'Ordine Equestre del Santo Sepolcro di Gerusalemme | 23/10/1904 | 26/06/1967 |
| Johannes Willebrands                   | Paesi Bassi     | Cardinale presbitero di San Sebastiano alle Catacombe                                         | Arcivescovo di Utrecht | 04/09/1909 | 28/04/1969 |
| Stefan Wyszyński                       | Polonia         | Cardinale presbitero di Santa Maria in Trastevere                                             | Arcivescovo di Varsavia e di Gniezno | 03/08/1901 | 12/01/1953 |
| Karol Wojtyła                          | Polonia         | Cardinale presbitero pro illa vice di San Cesareo in Palatio                                  | Arcivescovo di Cracovia, eletto papa con il nome di Giovanni Paolo II nel conclave dell'ottobre 1978 | 18/05/1920 | 26/06/1967 |
| Franz König                            | Austria         | Cardinale presbitero di Sant'Eusebio                                                          | Arcivescovo di Vienna, Ordinario per i fedeli di rito orientale in Austria, Presidente del Segretariato per i Non Credenti                                                                                          | 03/08/1905 | 15/12/1958 |
| František Tomášek                      | Rep. Ceca       | Cardinale presbitero dei Santi Vitale, Valeria, Gervasio e Protasio                           | Arcivescovo di Praga | 30/06/1899 | 24/05/1976 |
| Basil Hume                             | Regno Unito     | Cardinale presbitero di San Silvestro in Capite                                               | Arcivescovo di Westminster, Primate d'Inghilterra e Galles | 02/03/1923 | 24/05/1976 |
| László Lékai                           | Ungheria        | Cardinale presbitero di Santa Teresa al Corso d'Italia                                        | Arcivescovo di Strigonio, Primate d'Ungheria, Presidente della Conferenza dei Vescovi Cattolici dell'Ungheria, Gran priore per l'Ungheria dell'Ordine Equestre del Santo Sepolcro di Gerusalemme                    | 12/03/1910 | 24/05/1976 |
| Gordon Joseph Gray                     | Regno Unito     | Cardinale presbitero di Santa Chiara a Vigna Clara                                            | Arcivescovo di Saint Andrews ed Edimburgo, Presidente della Conferenza dei Vescovi di Scozia | 10/08/1910 | 28/04/1969 |
| António Ribeiro                        | Portogallo      | Cardinale presbitero di Sant'Antonio da Padova in Via Merulana                                | Patriarca di Lisbona, Vicario castrense per il Portogallo, Presidente della Conferenza Episcopale del Portogallo | 21/05/1928 | 05/03/1973 |
| William Wakefield Baum                 | Stati Uniti     | Cardinale presbitero di Santa Croce in Via Flaminia                                           | Arcivescovo di Washington | 21/11/1926 | 24/05/1976 |
| John Joseph Carberry                   | Stati Uniti     | Cardinale presbitero di San Giovanni Battista de' Rossi                                       | Arcivescovo di Saint Louis | 31/07/1904 | 28/04/1969 |
| John Patrick Cody                      | Stati Uniti     | Cardinale presbitero di Santa Cecilia                                                         | Arcivescovo di Chicago, Gran priore per gli Stati Uniti d'America Centrali dell'Ordine Equestre del Santo Sepolcro di Gerusalemme                                                                                   | 24/12/1907 | 26/06/1967 |
| Terence James Cooke                    | Stati Uniti     | Cardinale presbitero di Santi Giovanni e Paolo                                                | Arcivescovo di New York | 01/03/1921 | 28/04/1969 |
| John Francis Dearden                   | Stati Uniti     | Cardinale presbitero di San Pio X alla Balduina                                               | Arcivescovo di Detroit | 15/10/1907 | 28/04/1969 |
| John Joseph Krol                       | Stati Uniti     | Cardinale presbitero pro illa vice di Santa Maria della Mercede e Sant'Adriano a Villa Albani | Arcivescovo di Filadelfia | 26/10/1910 | 26/06/1967 |
| Timothy Manning                        | Stati Uniti     | Cardinale presbitero di Santa Lucia a Piazza d'Armi                                           | Arcivescovo di Los Angeles, Gran priore per gli Stati Uniti d'America Occidentali dell'Ordine Equestre del Santo Sepolcro di Gerusalemme                                                                            | 15/11/1909 | 05/03/1973 |
| Humberto Sousa Medeiros                | Portogallo      | Cardinale presbitero di Santa Susanna                                                         | Arcivescovo di Boston | 06/10/1915 | 05/03/1973 |
| George Bernard Flahiff                 | Canada          | Cardinale presbitero di Santa Maria della Salute a Primavalle                                 | Arcivescovo di Winnipeg | 26/10/1905 | 28/04/1969 |
| Paul-Émile Léger                       | Canada          | Cardinale presbitero di Santa Maria degli Angeli                                              | Arcivescovo emerito di Montréal | 26/04/1904 | 12/01/1953 |
| Maurice Roy                            | Canada          | Cardinale presbitero di Nostra Signora del Santissimo Sacramento e Santi Martiri Canadesi     | Arcivescovo di Québec | 25/01/1905 | 22/02/1965 |
| José Salazar López                     | Messico         | Cardinale presbitero di Santa Emerenziana a Tor Fiorenza                                      | Arcivescovo di Guadalajara | 12/01/1910 | 05/03/1973 |
| José Clemente Maurer                   | Germania        | Cardinale presbitero del Santissimo Redentore e Sant'Alfonso in via Merulana                  | Arcivescovo di Sucre | 13/03/1900 | 26/06/1967 |
| Eugênio de Araújo Sales                | Brasile         | Cardinale presbitero di San Gregorio VII                                                      | Arcivescovo di São Sebastião do Rio de Janeiro, Ordinario per i fedeli di rito orientale in Brasile | 08/11/1920 | 28/04/1969 |
| Paulo Evaristo Arns                    | Brasile         | Cardinale presbitero di Sant'Antonio da Padova in via Tuscolana                               | Arcivescovo di São Paulo | 14/09/1921 | 05/03/1973 |
| Avelar Brandão Vilela                  | Brasile         | Cardinale presbitero dei Santi Bonifacio e Alessio                                            | Arcivescovo di São Salvador da Bahia | 13/06/1912 | 05/03/1973 |
| Aloísio Leo Arlindo Lorscheider        | Brasile         | Cardinale presbitero di San Pietro in Montorio                                                | Arcivescovo di Fortaleza | 08/10/1924 | 24/05/1976 |
| Alfredo Vicente Scherer                | Brasile         | Cardinale presbitero di Nostra Signora de La Salette                                          | Arcivescovo di Porto Alegre | 05/02/1903 | 28/04/1969 |
| Juan Carlos Aramburu                   | Argentina       | Cardinale presbitero di San Giovanni Battista dei Fiorentini                                  | Arcivescovo di Buenos Aires, Primate di Argentina | 11/02/1912 | 24/05/1976 |
| Raúl Francisco Primatesta              | Argentina       | Cardinale presbitero della Beata Vergine Maria Addolorata a Piazza Buenos Aires               | Arcivescovo di Còrdoba | 14/04/1919 | 05/03/1973 |
| Raúl Silva Henríquez                   | Cile            | Cardinale presbitero di San Bernardo alle Terme Diocleziane                                   | Arcivescovo di Santiago del Cile | 27/09/1907 | 19/03/1962 |
| Aníbal Muñoz Duque                     | Colombia        | Cardinale presbitero di San Bartolomeo all'Isola                                              | Arcivescovo di Bogotá | 03/10/1908 | 05/03/1973 |
| Pablo Muñoz Vega                       | Ecuador         | Cardinale presbitero di San Roberto Bellarmino                                                | Arcivescovo di Quito | 23/05/1903 | 28/04/1969 |
| Juan Landázuri Ricketts                | Perù            | Cardinale presbitero di Santa Maria in Ara Coeli                                              | Arcivescovo di Lima | 19/12/1913 | 19/03/1962 |
| José Humberto Quintero Parra           | Venezuela       | Cardinale presbitero dei Santi Andrea e Gregorio al Monte Celio                               | Arcivescovo di Caracas | 22/09/1902 | 16/01/1961 |
| Octavio Antonio Beras Rojas            | Rep. Dominicana | Cardinale presbitero di San Sisto                                                             | Arcivescovo di Santo Domingo | 16/11/1906 | 24/05/1976 |
| Mario Casariego y Acevedo              | Spagna          | Cardinale presbitero pro illa vice di Santa Maria in Aquiro                                   | Arcivescovo di Santiago di Guatemala | 13/02/1909 | 28/04/1969 |
| Luis Aponte Martínez                   | Porto Rico      | Cardinale presbitero di Santa Maria Madre della Provvidenza a Monte Verde                     | Arcivescovo di San Juan de Puerto Rico, | 04/08/1922 | 05/03/1973 |
| Joseph Parecattil                      | India           | Cardinale presbitero di Santa Maria "Regina Pacis" a Monte Verde                              | Arcieparca di Ernakulam-Angamaly dei Siro-Malabaresi, Presidente del Sinodo della Chiesa Siro-Malabarese Presidente della Pontificia Commissione per la Revisione del Codice di Diritto Canonico Orientale          | 01/04/1912 | 28/04/1969 |
| Lawrence Trevor Picachy                | India           | Cardinale presbitero del Sacro Cuore di Maria                                                 | Arcivescovo di Calcutta, Presidente della Conferenza dei Vescovi Cattolici dell'India | 07/08/1916 | 24/05/1976 |
| Julio Rosales y Ras                    | Filippine       | Cardinale presbitero del Sacro Cuore di Gesù agonizzante a Vitinia                            | Arcivescovo di Cebu | 18/09/1906 | 28/04/1969 |
| Jaime Lachica Sin                      | Filippine       | Cardinale presbitero di Santa Maria ai Monti                                                  | Arcivescovo di Manila, Presidente della Conferenza dei Vescovi Cattolici delle Filippine | 31/08/1928 | 24/05/1976 |
| Justinus Darmojuwono                   | Indonesia       | Cardinale presbitero pro illa vice dei Santissimi Nomi di Gesù e Maria in via Lata            | Arcivescovo di Semarang | 02/11/1914 | 26/06/1967 |
| Joseph Marie Anthony Cordeiro          | Pakistan        | Cardinale presbitero di Santa Maria "Regina Pacis" in Ostia mare                              | Arcivescovo di Karachi | 19/01/1918 | 05/03/1973 |
| Stephen Kim Sou-hwan                   | Corea del Sud   | Cardinale presbitero di San Felice da Cantalice a Centocelle                                  | Arcivescovo di Seul, Amministratore apostolico sede plena di Pyongyang | 08/05/1922 | 28/04/1969 |
| Thomas Benjamin Cooray                 | Sri Lanka       | Cardinale presbitero dei Santi Nereo e Achilleo                                               | Arcivescovo di Colombo, Presidente della Conferenza dei Vescovi Cattolici dello Sri Lanka | 28/12/1901 | 22/02/1965 |
| Joseph Marie Trinh-nhu-Khuê            | Vietnam         | Cardinale presbitero pro illa vice di San Francesco di Paola ai Monti                         | Arcivescovo di Hà Nôi | 11/12/1898 | 24/05/1976 |
| Léon-Etienne Duval                     | Francia         | Cardinale presbitero di Santa Balbina                                                         | Arcivescovo di Algeri, Presidente della Conferenza Episcopale Regionale del Nordafrica | 09/11/1903 | 22/02/1965 |
| Stefano I Sidarouss                    | Egitto          | Cardinale vescovo                                                                             | Patriarca di Alessandria dei Copti, Presidente del Sinodo della Chiesa cattolica copta | 22/02/1904 | 22/02/1965 |
| Maurice Michael Otunga                 | Kenya           | Cardinale presbitero di San Gregorio Barbarigo alle Tre Fontane                               | Arcivescovo di Nairobi, Presidente della Conferenza Episcopale del Kenya, Vicario castrense per il Kenya | 31/01/1923 | 05/03/1973 |
| Victor Razafimahatratra                | Madagascar      | Cardinale presbitero di Santa Croce in Gerusalemme                                            | Arcidiocesi di Antananarivo, Presidente della Conferenza Episcopale del Madagascar | 08/09/1921 | 24/05/1976 |
| Dominic Ekandem                        | Nigeria         | Cardinale presbitero di San Marcello                                                          | vescovo di Ikot Ekpene, Presidente della Conferenza dei Vescovi Cattolici della Nigeria | 23/06/1917 | 24/05/1976 |
| Hyacinthe Thiandoum                    | Senegal         | Cardinale presbitero di Santa Maria del Popolo                                                | Arcivescovo di Dakar, Presidente della Conferenza dei Vescovi del Senegal, della Mauritania, di Capo Verde e della Guinea Bissau                                                                                    | 02/02/1921 | 24/05/1976 |
| Owen McCann                            | Sudafrica       | Cardinale presbitero di Santa Prassede                                                        | Arcivescovo di Città del Capo | 29/06/1907 | 22/02/1965 |
| Laurean Rugambwa                       | Tanzania        | Cardinale presbitero di San Francesco d'Assisi a Ripa Grande                                  | Arcivescovo di Dar-es-Salaam | 12/05/1912 | 28/03/1960 |
| Emmanuel Kiwanuka Nsubuga              | Uganda          | Cardinale presbitero di Santa Maria Nuova                                                     | Arcivescovo di Kampala | 05/11/1914 | 24/05/1976 |
| Paul Zoungrana                         | Burkina Faso    | Cardinale presbitero di San Camillo de Lellis agli Orti Sallustiani                           | Arcivescovo di Ouagadougou | 03/09/1917 | 22/02/1965 |
| Joseph-Albert Malula                   | RD del Congo    | Cardinale presbitero dei Santi Protomartiri a Via Aurelia Antica                              | Arcivescovo di Kinshasa | 17/12/1917 | 28/04/1969 |
| James Darcy Freeman                    | Australia       | Cardinale presbitero di Santa Maria "Regina Pacis" in Ostia mare                              | Arcivescovo di Sydney, Primate di Australia, Presidente della Conferenza dei Vescovi Cattolici Australiani, Gran priore per l'Australia-Nuovo Galles del Sud dell'Ordine Equestre del Santo Sepolcro di Gerusalemme | 19/11/1907 | 05/03/1973 |
| Reginald John Delargey                 | Nuova Zelanda   | Cardinale presbitero dell'Immacolata al Tiburtino                                             | Arcivescovo di Wellington, Presidente della Conferenza Episcopale della Nuova Zelanda | 10/12/1914 | 24/05/1976 |
| Pio Taofinu'u                          | Samoa           | Cardinale presbitero di Sant'Onofrio                                                          | vescovo di Samoa e Tokelau | 08/12/1923 | 05/03/1973 |

### Assenti
- Valerian Gracias, Arcivescovo di Bombay, assente per motivi di salute
- John Joseph Wright, Prefetto della Congregazione per il Clero, assente per motivi di salute
- Bolesław Filipiak, Decano emerito della Rota Romana, assente per motivi di salute

## Cardinali ultraottantenni
Di seguito la lista dei cardinali ultraottantenni alla morte di papa Paolo VI, il 6 agosto 1978. Poiché Giovanni Paolo I morì dopo soli 33 giorni di pontificato senza aver creato alcun cardinale, e poiché nessuno dei cardinali compì ottant'anni durante il suo pontificato, gli elenchi dei cardinali ultraottantenni per i due conclavi del 1978 sono identici.

### Creati da Pio XII
- 18 febbraio 1946:
  - Carlos Carmelo de Vasconcelos Motta, arcivescovo di Aparecida.
  - Josef Frings, arcivescovo emerito di Colonia.
  - Antonio Caggiano, arcivescovo emerito di Buenos Aires.
- 12 gennaio 1953:
  - James Francis Louis McIntyre, arcivescovo emerito di Los Angeles.
  - Alfredo Ottaviani, prefetto emerito del Sant'Uffizio.

### Creati da Giovanni XXIII
- 15 dicembre 1958:
  - Carlo Confalonieri, vescovo di Ostia e Palestrina, arciprete della basilica liberiana, decano del sacro collegio.
  - Antonio María Barbieri, O.F.M., arcivescovo emerito di Montevideo.
  - Alberto di Jorio.
- 14 dicembre 1959:
  - Paolo Marella, vescovo di Porto e Santa Rufina, arciprete della basilica vaticana, vicedecano del sacro collegio.

### Creati da Paolo VI
- 22 febbraio 1965:
  - Josyp Slipyj, arcieparca di Leopoli degli Ucraini.
  - Lawrence Joseph Shehan, arcivescovo emerito di Baltimora.
- 26 giugno 1967:
  - Patrick Aloysius O'Boyle, arcivescovo emerito di Washington.
  - Pietro Parente.
- 28 aprile 1969:
  - Miguel Darío Miranda y Gómez, arcivescovo emerito di Città del Messico.
- 5 marzo 1973:
  - Ferdinando Giuseppe Antonelli.

## L'annuncio
Il cardinale Pericle Felici ha annunciato la nomina di Albino Luciani, scandendo le parole "Ioannis Pauli primi"; quella di pronunciare il numerale, per un nome pontificale privo di precedenti, fu una scelta non seguita, nel 2013, dal cardinal Tauran per l'annuncio dell'elezione di papa Francesco.